# Gualtiero Jacopetti
Gualtiero Jacopetti (* 4. September 1919 in Barga; † 17. August 2011 in Rom) war ein italienischer Regisseur von Dokumentarfilmen. Er gilt gemeinsam mit Paolo Cavara und Franco Prosperi als Begründer des Mondo-Genres.

## Leben
Jacopetti arbeitete als Filmjournalist und leitete verschiedene einschlägige Zeitschriften. 1959 schrieb er den Kommentar zu Europa di notte von Alessandro Blasetti, von dem aus er seinen ersten Film, Mondo Cane, entwickelte. Die schockierende Dokumentation und ihre Nachfolger wie Nachahmer wurden von nun an mit seinem Namen in Verbindung gebracht.

## Mondo
Ein Mondo-Film besteht zumeist aus einem bunten Reigen dokumentarischer und nachgestellter Szenen von Sitten und Gebräuchen aller möglichen Gesellschaften und Kulturen der Welt. Das Regietrio Gualtiero Jacopetti, Franco E. Prosperi und Paolo Cavara reiste dafür in Gebiete, die Anfang der 60er-Jahre dem Otto Normalverbraucher völlig unbekannt waren, später legten sie ihren Schwerpunkt auf die Schlachtfelder der Entkolonialisierung Afrikas. Zu den klassischen Mondos zählen Mondo Cane, Alle Frauen dieser Welt, Mondo Cane2 (dessen künstlerische Verantwortung Jacopetti für sich bestreitet) wie Africa Addio. Nicht dazu zählen Addio Zio Tom und Mondo Candido.
Jacopettis Filme erfahren derzeit eine Neubewertung. Jacopetti soll sich als Moralist verstanden haben, der die Verkommenheit der Weißen und der Schwarzen zeigte, um die Zuschauer aufzurütteln. Mondo Cane wurde mittels greller Schnittmontagen und provozierender Gegenüberstellungen präsentiert, die sich an die damaligen Avantgarde-Filme anlehnten. Die Filmmusik von Riz Ortolani zu Mondo Cane wurde sogar für den Oscar nominiert.
Jacopettis Filme waren gleichzeitig Kassenschlager – wie auch öffentliche Ärgernisse. Besonders Africa Addio, dessen Aufführung in Berlin durch Studentenproteste verhindert wurde. Mit Addio, Onkel Tom! verließ er immer mehr das Genre des Mondos ohne sich von seinen Grundideen zu trennen. Das letzte filmische Werk war die Voltaire-Adaption Mondo Candido.

### Kontroverse
Es wurde behauptet, dass die afrikanische Truppe des deutschen Söldners Kongo-Müller gegen eine Alkoholspende dazu veranlasst worden sei, einige Gefangene „kameragerecht“ zu erschießen. Obwohl Jacopetti dies stets bestritt und in einem Prozess auch freigesprochen wurde, bekam er Einreiseverbot für einige Länder der damaligen Dritten Welt.
Gegen die Filme von Jacopetti und Prosperi wurde immer wieder der Vorwurf des Rassismus erhoben, vor allem gegen Addio, Onkel Tom und Afrika Addio. Beide haben sich dagegen gewehrt. Beim Film Addio, Onkel Tom! wurde ihm ebenso vorgeworfen, die Schwarzen gegen die Weißen aufhetzen zu wollen.

### Weitere Vertreter des Mondo-Genres
Die Mondo-Filme Jacopettis und Prosperis müssen gegen ihre Nachahmer überwiegend italienischer Herkunft abgegrenzt werden. Diese hängten sich an ihren ersten Erfolg Mondo Cane (sinngemäß: Die Welt – und wie sie auf den Hund kommt) an, präsentierten jedoch nur „Perversitätenrevuen“ – wobei Schlachthausszenen, Hinrichtungen, Steinigungen oder Tierquälereien fast obligatorisch waren (so z. B. auch in den äußerst umstrittenen Filmen der Serie Gesichter des Todes, die in Deutschland allesamt indiziert und zum Teil auch bundesweit beschlagnahmt nach § 131 StGB sind).

## Filmografie
- 1954: Drei Sünderinnen (Un giorno inpretura) (Darsteller)
- 1959: Die Welt bei Nacht (Il mondo di notte) (Erzähler)
- 1959: Die größte Schau der Welt (Europa di notte) (Drehbuch)
- 1961: Halt mal die Bombe, Liebling (Che gioia vivere) (Story)
- 1962: Mondo Cane (Mondo cane)
- 1963: Alle Frauen dieser Welt (La donna nel mondo)
- 1963: Mondo Cane II (Mondo cane no. 2)
- 1966: Africa Addio (Africa addio)
- 1971: Addio, Onkel Tom! (Addio zio Tom)
- 1975: Jacopetti: Mondo Candido (Mondo Candido)
- 1981: Fangio – Una vita a 300 all’ora (Drehbuch)